# Familjetragedi
Familjetragedi är ett eufemistiskt uttryck för grova våldsbrott inom en familj. Det kan vara föräldrar som mördar den andra/varandra eller barnen, klassiskt följt av självmord. Det kan även vara barn som mördar sina föräldrar, som hämnd för sexuella övergrepp eller på grund av psykisk sjukdom. Uttrycket har kritiserats eftersom det riskerar att romantisera och förminska händelsen. Den korrekta benämningen är "mord" respektive "självmord".